# Ільїн-Женевський Олександр Федорович
Олександр Федорович Ільїн-Женевський (справжнє прізвище Ільїн, друга частина прізвища походить від місця політичної еміграції) народився 16 (28) листопада 1894 року в Петербурзі в дворянській родині адмірала Федора Ільїна. За іншими даними, народився в сім'ї Антоніни Василівни Ільїної, доньки генерал-майора артилерії В. М. Ільїна та протодиякона Сергіївського всієї артилерії собору Федора Олександровича Петрова. Майстер спорту СРСР від 1925 року, теоретик, літератор, журналіст і видатний організатор шахового життя в Росії та СРСР. Професійний революціонер, учасник підпільного більшовицького руху, учасник штурму Зимового палацу.
У юності захопився шаховою грою і брав участь у петербурзьких змаганнях. Перебуваючи в політичній еміграції в Швейцарії від 1912 року (як член партії більшовиків), виграв першість Женеви 1914 року. Того самого року повернувся в Росію і брав участь у Першій світовій війні, був отруєний газами, контужений. Від 1916 року проходив службу офіцером у вогнеметно-хімічному батальйоні, розквартированому в Петрограді. Брав участь у російських революціях 1917 року.
1920 року, бувши комісаром Центрального управління Всевобуча, організував у Москві Всеросійську шахову олімпіаду, яка стала першим чемпіонатом Радянської Росії. Сам взяв у ній участь, посівши 9-10 місця.
В 1921 році на дипломатичній роботі — консул в Лібаві, Латвія.
Брав участь у семи чемпіонатах СРСР, двічі був чемпіоном Ленінграда (у 1926 і 1929 роках), переміг у першості ВЦРПС (1927 рік) і поділив 1-2-ге місце на чемпіонаті Закавказзя (1932 рік). На Першому московському міжнародному турнірі 1925 року посів 9-10-те місця і завдав 18 листопада сенсаційної поразки чемпіону світу Капабланці. Ця перемога ввела його в число членів символічного клубу переможців чемпіонів світу Михайла Чигоріна.
Автор низки книг. Серед них написані у формі «Щоденника учасника» яскраві замальовки учасників Московського міжнародного турніру 1925 року — Ласкера і Капабланки (Москва, 1926 рік). Автобіографічні Записки радянського майстра» (Ленінград, 1929) і книга «Матч Алехін — Капабланка» (Ленінград, 1927).
Як журналіст проявив себе на посаді головного редактора журналів «Шаховий листок» (Ленінград, 1925-1930 роки) і «Шахи в СРСР» (Москва, 1936-1937 роки).
Під час евакуації з Ленінграда загинув 3 вересня 1941 року в Новій Ладозі під час нальоту німецької авіації. Похований у Новій Ладозі на братському меморіальному цвинтарі.
Його брат Раскольников також був відомим революціонером, партійним і державним діячем.
Від 1988 року в місті Нова Ладога щорічно проходить Меморіал О. Ф. Ільїна-Женевського.

## Спортивні результати
| Рік       | Місто          | Змагання                                                                    | + | -  | = | Результат | Місце             |
| --------- | -------------- | --------------------------------------------------------------------------- | - | -- | - | --------- | ----------------- |
| 1914      | Женева         | Першість Женеви                                                             |   |    |   |           | 1                 |
| 1917      | Петроград      | Турнір Петроградського шахового зібрання                                    |   |    |   |           |                   |
| 1920      | Москва         | Всеросійська шахова олімпіада                                               | 5 | 6  | 2 | 7 з 15    | 9—10              |
|           | Москва         | Першість Москви                                                             |   |    |   | 3 з 12    | 7                 |
| 1922      | Лієпая         | Першість Лієпаї                                                             |   |    |   |           |                   |
|           | Петроград      | Першість Петрограда                                                         |   |    |   |           |                   |
|           | Петроград      | Матч Петроград — Москва (3-тя шахівниця, проти П. А. Романовського)         | 1 | 0  | 1 | 1,5 з 2   |                   |
| 1922 / 23 | Москва         | Першість Москви                                                             |   |    |   | 6 з 10    | 3—5               |
| 1923      | Петроград      | 2-й чемпіонат СРСР                                                          | 3 | 4  | 5 | 5,5 з 12  | 7—8               |
| 1924      | Ленінград      | Турнір I категорії                                                          |   |    |   |           |                   |
|           | Ленінград      | Першість Ленінграда                                                         |   |    |   | 4 з 10    | 4                 |
|           | Москва         | 3-й чемпіонат СРСР                                                          | 4 | 7  | 6 | 7 з 17    | 13                |
| 1925      | Ленінград      | «Турнір 10-ти» (Ю. Д. Боголюбов і 9 ленінградських шахістів)                | 2 | 3  | 4 | 4 из 9    | 5                 |
|           | Ленінград      | Першість Ленінграда                                                         |   |    |   | 8,5 з 11  | 1—4               |
|           | Ленінград      | 4-й Чемпіонат СРСР                                                          | 7 | 4  | 8 | 11 з 19   | 6—8               |
|           | Ленінград      | Матч з Я. Г. Рохліним (кваліфікаційний, на звання майстра)                  | 3 | 3  | 2 | 4 : 4     |                   |
|           | Москва         | Міжнародний турнір                                                          | 7 | 6  | 7 | 10,5 з 20 | 9—10              |
| 1926      | Москва         | Матч Москва — Ленінград (3-тя шахівниця, проти В. І. Ненарокова)            | 1 | 1  | 0 | 1 з 2     |                   |
|           | Ленінград      | Командна першість профспілок Ленінграда                                     |   |    |   |           |                   |
|           | Ленінград      | Першість Ленінграда                                                         | 6 | 0  | 3 | 7,5 з 9   | 1                 |
|           | Ленінград      | Першість Північно-Західної області                                          | 5 | 0  | 5 | 7,5 з 10  | 2                 |
|           | Стокгольм      | Матч Стокгольм — Ленінград (1-ша шахівниця, проти Г. Ніхольма)              | 1 | 0  | 1 | 1,5 з 2   |                   |
| 1927      | Москва         | Першість ВЦРПС                                                              |   |    |   |           |                   |
|           | Берлін         | I Конгрес Шахінтерна                                                        | 5 | 0  | 4 | 7 з 9     | 1                 |
|           | Берлін         | Командна першість Шахінтерна (збірна СРСР, 1-ша шахівниця)                  |   |    |   |           | команда — чемпіон |
|           | Москва         | 5-й Чемпіонат СРСР                                                          | 7 | 7  | 6 | 10 з 20   | 9                 |
| 1928      | Ленінград      | Першість Ленінграда                                                         | 6 | 3  | 6 | 9 з 15    | 5                 |
| 1929      | Ленінград      | Першість Ленінграда                                                         | 5 | 1  | 1 | 5,5 з 7   | 1                 |
|           | Берлін         | Матч робоча збірна Берліна — збірна залізничників Ленінграда (проти Чаха)   | 1 |    |   |           |                   |
|           | Одеса          | 6-й Чемпіонат СРСР (чвертьфінальний турнір, група № 1)                      | 2 | 1  | 5 | 4,5 з 8   | 3—4               |
| 1929 / 30 | Ленінград      | Матч с В. В. Рагозіним (кваліфікаційний, на звання майстра)                 | 2 | 4  | 4 | 4 : 6     |                   |
| 1930      | Ленінград      | Турнір ленінградських майстрів                                              |   |    |   | 5,5 з 8   | 2                 |
|           | Ленінград      | Матч Ленінград — Москва профспілки рабпроса (проти О. С. Сергєєва)          | 1 |    |   |           |                   |
|           | Ленінград      | Матч збірна Ленінграда — збірна Ленінградських ВНЗ (проти М. М. Ботвинника) | 0 | 1  | 0 | 0 з 1     |                   |
| 1931      | Москва         | Півфінал 7-го чемпіонату СРСР                                               |   |    |   |           |                   |
|           | Москва         | 7-й Чемпіонат СРСР                                                          | 7 | 7  | 3 | 8,5 з 17  | 10—12             |
| 1932      | Ленінград      | Першість Ленінграда                                                         | 4 | 3  | 4 | 6 з 11    | 3—5               |
| 1932 / 33 | Ленінград      | Турнір Ленінградських майстрів (у Будинку науковців)                        |   |    |   | 5,5 з 10  | 2—3               |
| 1933      | Ленінград      | Першість Ленінградського губвідділу рабпросу                                |   |    |   |           |                   |
|           | Ленінград      | Турнір Ленінградских майстрів                                               |   |    |   | 7,5 з 13  | 5—6               |
| 1934 / 35 | Ленінград      | 9-й Чемпіонат СРСР                                                          | 6 | 11 | 2 | 7 з 19    | 18—19             |
| 1936      | Ленінград      | Першість Ленінграда                                                         | 7 | 3  | 4 | 9 з 14    | 3                 |
|           | Ленінград      | Відбірковий турнір майстрів (до 10-го чемпіонату СРСР)                      |   |    |   |           |                   |
| 1936 / 37 | Ленінград      | Матч проти О. П. Сокольського (кваліфікаційний, на звання майстра)          | 4 | 4  | 9 | 8,5 : 8,5 |                   |
| 1937      | Тбілісі        | 10-й Чемпіонат СРСР                                                         | 3 | 7  | 9 | 7,5 з 19  | 16—18             |
|           | Ленінград      | Міжнародний турнір (у рамках гастролей Р. Файна)                            | 0 | 2  | 3 | 1,5 з 5   | 6                 |
|           | Ленінград      | Матч Ленінград — Москва (проти М. М. Зубарєва)                              | 1 | 0  | 1 | 1,5 з 2   |                   |
| 1937 / 38 | Ленінград      | Першість Ленінграда                                                         | 7 | 5  | 3 | 8,5 з 15  | 5                 |
| 1938      | Ленінград      | Півфінал 11-го чемпіонату СРСР                                              | 3 | 8  | 6 | 6 з 17    | 15—16             |
|           | Ленінград      | Першість Ленінграда                                                         | 1 | 3  | 9 | 5,5 з 13  | 10                |
| 1939      | Ленінград      | Першість Ленінграда                                                         | 6 | 3  | 6 | 9 з 15    | 3—6               |
| 1940      | Ленінград      | Командна Першість Ленінграда                                                |   |    |   |           |                   |
|           | Ленінград      | Турнір чотирьох шахістів                                                    |   |    |   |           |                   |
| 1941      | Ростов-на-Дону | Півфінал 13-го чемпіонату СРСР (група I)                                    | 2 | 2  | 2 | 3 з 6     | [ 11 ]            |

## Цікаві факти
Грати в шахи Ільїну-Женевському довелося вчитися двічі — в дитинстві і після важкої контузії на фронті, після якої він забув, як ходять шахові фігури.